# Săcele (Constanța)
Pour les articles homonymes, voir Săcele.
Săcele est une commune roumaine du județ de Constanța.
La commune est composée de deux villages : Săcele (en turc Peletli) et Traian (du nom de l'empereur romain Trajan).
La commune est située à 10 kilomètres de la mer Noire et non loin des ruines de l'ancienne colonie grecque d'Istros.
Săcele est la commune natale du joueur de football Gheorghe Hagi.